# Bergse drieklank

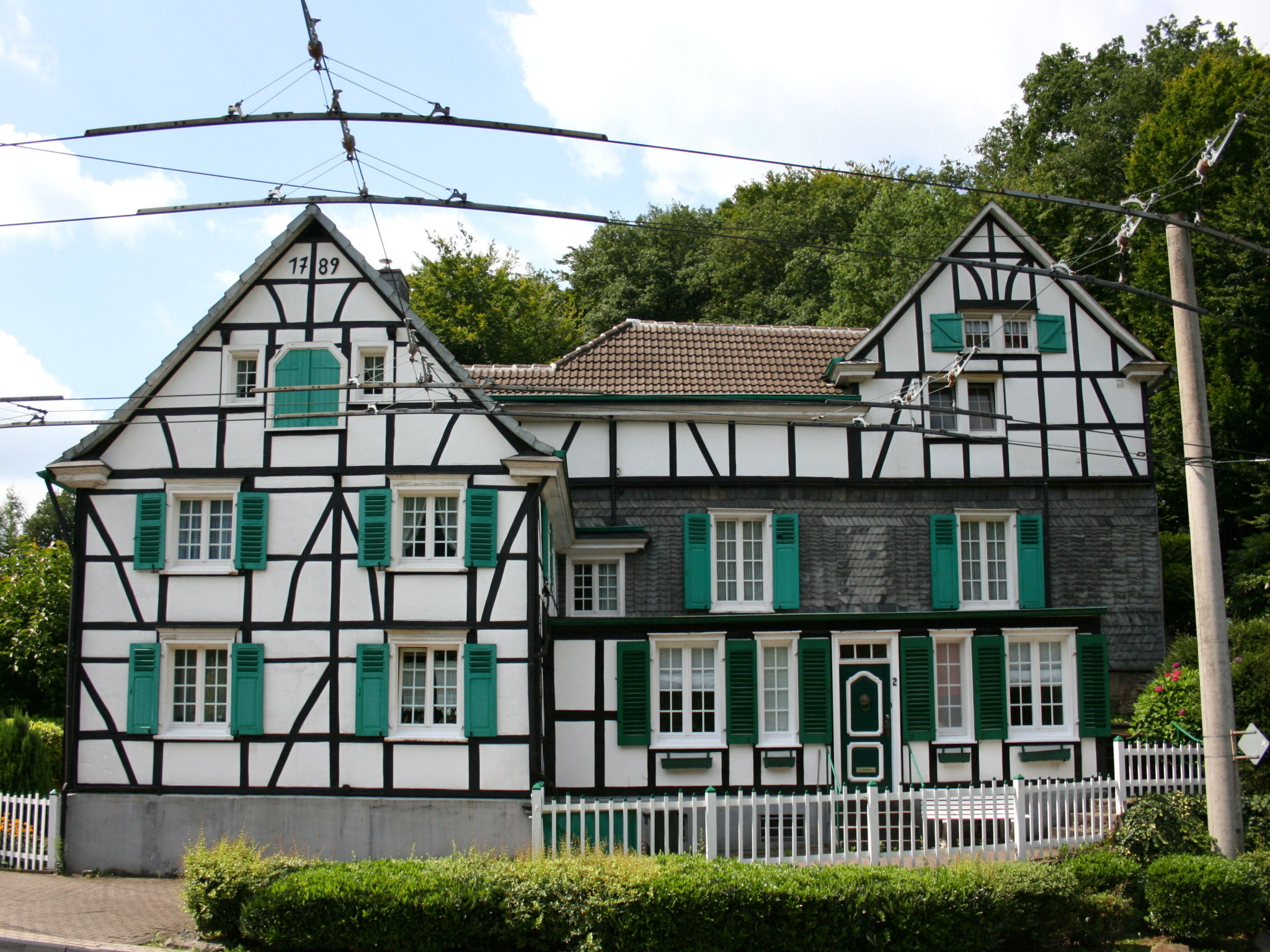
De typische kleurencombinatie bij een huis in Solingen

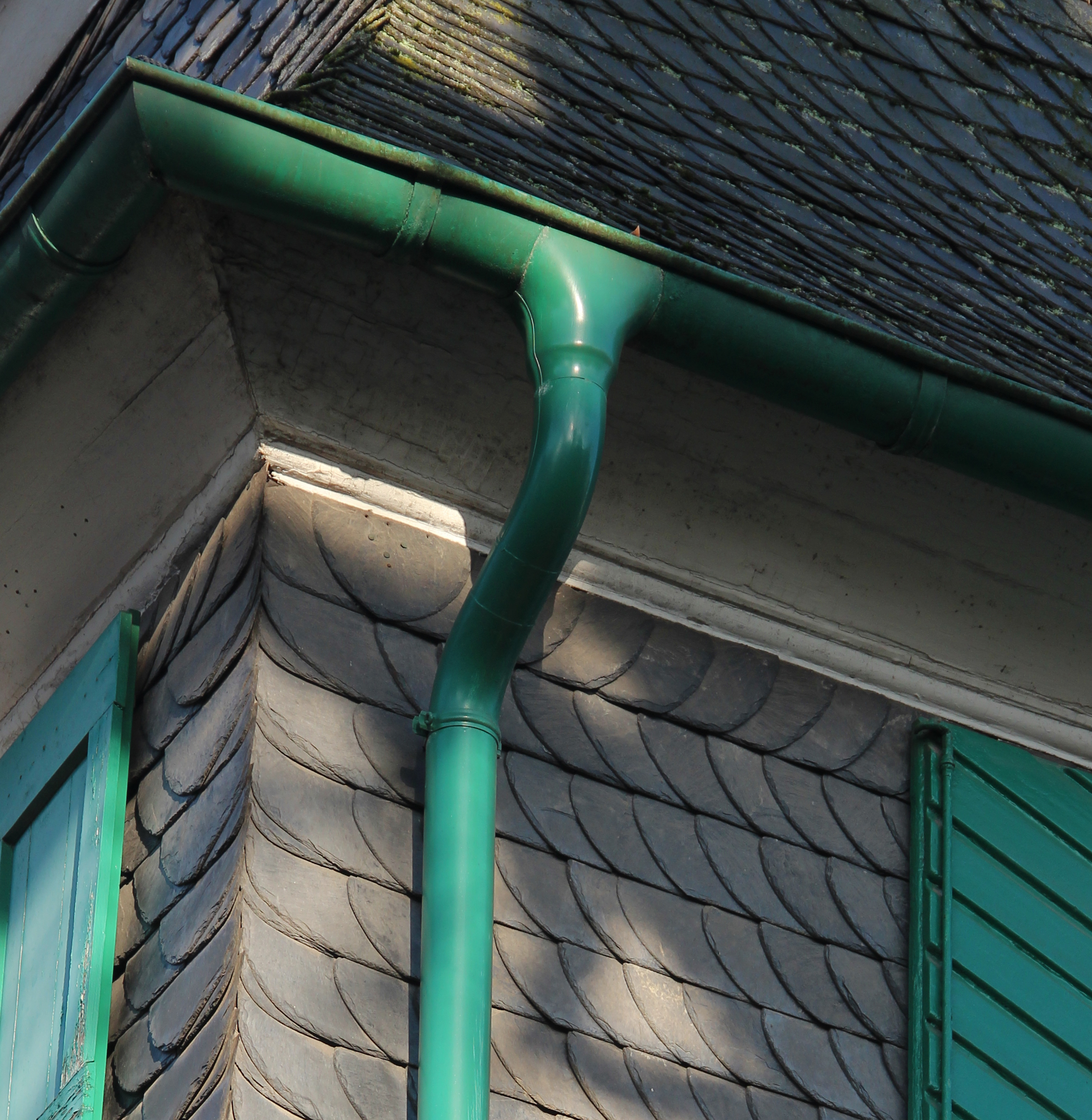
Regenpijp en dakgoot in Bergs groen (woonhuis in Mettmann)

Met de Bergse drieklank (Duits: bergischer Dreiklang) wordt een typische kleurencombinatie in de architectuur van het Bergse Land in Noordrijn-Westfalen aangeduid.
De combinatie bestaat uit zwarte vakwerkbalken, witte uitvullingen, witte kozijnen en sponningen en groene deuren en luiken. Ook andere elementen kunnen groen geverfd worden, zoals dakgoten en regenpijpen. Vaak is het vakwerk niet meer zichtbaar door de sinds 1750 gebruikelijk geworden leisteenbedekking.
De kleur Bergs groen wordt in verschillende steden vastgelegd met de RAL-code 6005. Bij andere steden geeft de momentenzorg geen regels op. In Mettmann is een mengeling van RAL 6026 und 6029 verplicht.
| Bergs groen             | RAL 6005         |
| Bergs groen (mengkleur) | RAL 6026 en 6029 |